# HOCHONO HOUSE
『HOCHONO HOUSE』 (ホチョノ・ハウス)は、2019年3月6日に発売された、細野晴臣のオリジナル・アルバム。

## 概要
活動50周年を記念してリリースされた、1973年発表の1stソロ・アルバム『HOSONO HOUSE』の、セルフ・リメイク・アルバム。このアルバムは細野本人のみで全ての演奏と歌唱、プログラミング、エンジニアリング、編集が行なわれた。曲は、『HOSONO HOUSE』と逆順で収録されている。
2023年5月25日、アナログ盤発売。

## 収録曲
| 全作曲・編曲: 細野晴臣。 |                                     |                        |            |      |
| #                        | タイトル                            | 作詞                   | 作曲・編曲 | 時間 |
| 1.                       | 「相合傘 ～Broken Radio Version～」 | 細野晴臣               | 細野晴臣   | 1:21 |
| 2.                       | 「薔薇と野獣」                      | 細野晴臣               | 細野晴臣   | 4:17 |
| 3.                       | 「恋は桃色」                        | 細野晴臣               | 細野晴臣   | 3:54 |
| 4.                       | 「住所不定無職低収入」              | 細野晴臣               | 細野晴臣   | 3:12 |
| 5.                       | 「福は内 鬼は外」                   | 細野晴臣               | 細野晴臣   | 3:06 |
| 6.                       | 「パーティー」                      | 鈴木りょうこ・中山康史 | 細野晴臣   | 3:01 |
| 7.                       | 「冬越え」                          | 細野晴臣               | 細野晴臣   | 3:23 |
| 8.                       | 「終りの季節」                      | instrumental           | 細野晴臣   | 3:42 |
| 9.                       | 「CHOO CHOO ガタゴト・アメリカ編」  | 細野晴臣               | 細野晴臣   | 3:29 |
| 10.                      | 「僕は一寸・夏編」                  | 細野晴臣               | 細野晴臣   | 4:27 |
| 11.                      | 「ろっかばいまいべいびい」          | 細野晴臣               | 細野晴臣   | 2:36 |
| 合計時間:                | 合計時間:                           | 合計時間:              | 36:28      |      |

## クレジット
演奏
- 細野晴臣（vo、ac.g、b、k、prog、他）

プロデュース
- 細野晴臣

録音エンジニア
- 細野晴臣

録音スタジオ
- Daisy Bell